# Guillaume Tell (Schiff, 1823)
Die Guillaume Tell (Wilhelm Tell) war das erste Dampfschiff, das auf dem Genfersee verkehrte und auch das erste Dampfschiff der Schweiz.
Der amerikanische Konsul in Frankreich Edward Church besuchte 1822 den Genfersee. Da er feststellte, dass dort noch keine Dampfschiffe eingesetzt wurden, entschloss er sich, hier eine Dampfschifflinie zu betreiben. Er beantragte beim Kanton Waadt und beim Kanton Genf eine Lizenz, um ein Dampfschiff auf dem Genfersee einzusetzen. Als die Genehmigung erteilt wurde, liess er bei Mauriac in Bordeaux ein hölzernes Schiff bauen, das er mit einer Dampfmaschine und einem Kessel aus Liverpool ausrüstete.
Am 28. Mai 1823 wurde das Schiff fertiggestellt, und am 18. Juni fand die Jungfernfahrt auf dem Genfersee statt. Ab dem 1. Juli 1823 nahm das Schiff die regelmässige Verbindung von Genf nach Ouchy auf. Für diese Strecke benötigte es etwa 6 Stunden. 1824 verkaufte Edward Church die Guillaume Tell an die neu gegründete Société du Bateaux à Vapeur le Guillaume-Tell. Im gleichen Jahr bekam der Raddampfer durch die Winkelried Konkurrenz.
Schon 1836 war die Guillaume Tell veraltet und wurde ausser Dienst gestellt. Im gleichen Jahr wurde sie abgewrackt.

## Fussnoten
1. ↑  1823: Dampfschiff „Guillaume Tell“ befährt den Genfer See